# Журчалка большеголовковидная
Журчалка большеголовковидная (лат. Ceriana conopsoides) — вид мух-журчалок из подсемейства Eristalinae.

## Описание
Тело чёрного цвета с головой и среднегрудью, покрытыми жёлтыми пятнами. Брюшко с 3 жёлтыми полосками и 2 жёлтыми пятнами по бокам заднего края первого сегмента. Отросток, на котором помещаются усики, почти одинаковой длины с ними. Ноги красновато-жёлтые с бурыми бёдрами. Крылья с широкой красновато-бурой полоской у переднего края, длина 10—12 мм. 
По форме тела, окраске и положению крыльев во время покоя напоминает в значительной степени некоторых мелких ос, так что может служить одним из примеров мимикрии.

## Распространение
Вид встречается в Западной Европе, Северной Африке, на юге и центре Европейской части России, на Кавказе, Сибири и Дальнем Востоке и Китае.